# بكورية موزيلية
البكورية الموزيلية أو الأذريون الموزيلي نوع نباتي يتبع جنس البكورية من الفصيلة النجمية.

## الموئل والانتشار
موطن النبات المغرب العربي.